# كينتارو سيكي
كينتارو سيكي (باليابانية: 関 憲太郎) (9 مارس 1986 في فوجيوكا في اليابان – )؛ هو لاعب كرة قدم ياباني سابق كان يلعب كحارس مرمى.

## وصلات خارجية
- كينتارو سيكي على موقع رابطة كرة القدم اليابانية للمحترفين (اليابانية)
- كينتارو سيكي على موقع قاعدة بيانات كرة القدم.إي يو (الإنجليزية)
- كينتارو سيكي على موقع Soccerway.com (الإنجليزية)
- كينتارو سيكي على موقع عالم كرة القدم.نت (الإنجليزية)
- كينتارو سيكي على موقع كووورة